# Johann Diederich Gries

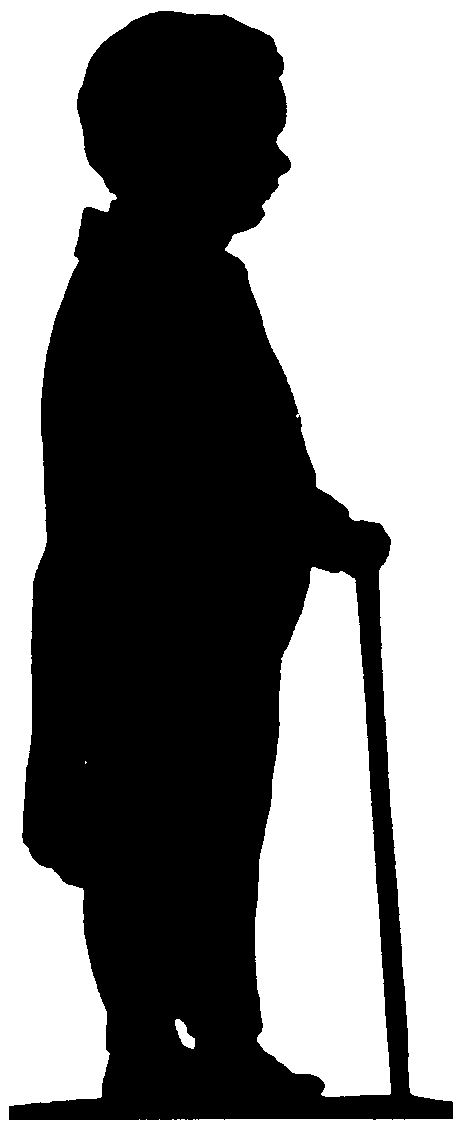
Johann Diederich Gries (Scherenschnitt von Christian Duttenhofer)

Johann Diederich Gries (* 7. Februar 1775 in Hamburg; † 9. Februar 1842 ebenda) war ein deutscher Übersetzer in der romantischen Ära.

## Leben
Gries entstammte einer wohlhabenden Hamburger Kaufmannsfamilie. Mit 17 Jahren begann er auf Wunsch seines Vaters eine Kaufmannslehre, bevor er 1795 nach Jena ging, um dort Jura zu studieren. In Jena traf er mit vielen Geistesgrößen seiner Zeit zusammen, darunter Johann Wolfgang von Goethe, Friedrich Schiller, Johann Gottfried Herder und Christoph Martin Wieland. Seine ersten literarischen Veröffentlichungen in Schillers Musenalmanach und Wielands Neuem Teutschen Merkur wurden mit Begeisterung vom Publikum aufgenommen. Im Jahr 1798 traf Gries in Dresden mit Novalis, August Wilhelm Schlegel und anderen Vertretern der Romantik zusammen, worauf er sich dieser literarischen Bewegung anschloss. Nach der Promotion 1800 ging er nach Göttingen und Heidelberg, wo er u. a. mit Joseph von Eichendorff und Clemens Brentano verkehrte. In den kommenden Jahren unternahm Gries mehrere Reisen, die ihn u. a. in die Schweiz und nach Italien führten. In Stuttgart, wo er von 1824 bis 1827 lebte, lernte er Gustav Schwab und Ludwig Uhland kennen, bevor er über Jena 1837 wieder in seine Heimatstadt Hamburg zurückkehrte, wo er 1842 verstarb.
Zwar veröffentlichte Gries zu seinen Lebzeiten mehrere eigene Gedichte, die jedoch über einen gewissen Grad an Mittelmäßigkeit nicht hinauskamen. Sich selbst seines durchschnittlichen Talents für eigene Lyrik bewusst, wollte er „lieber gute Übersetzungen liefern als mittelmäßige Originale“. In der Übersetzung ging er ganz auf und lieferte den deutschen Lesern zum ersten Mal kunstfertige und originalgetreue Übersetzungen berühmter fremdsprachiger Texte, die noch heute maßgebend sind.

## Übersetzungen
- Torquato Tassos Befreites Jerusalem, Jena, Frommann 1800–1803.
- Ariosts Rasender Roland, 1804–1808; neu bearbeitete Ausgabe: Lodovico Ariosto's Rasender Roland, 5 Bände, Jena 1827–1828
- Calderons Schauspiele, 1815–1826
- Bojardos Verliebter Roland, 1835–1837